# Ліса Схенард
Ліса Схенард (нід. Lisa Scheenaard, нар. 5 вересня 1988) — нідерландська веслувальниця, бронзова призерка Олімпійських ігор 2020 року.

## Виступи на Олімпіадах
| Олімпіада  | Дисципліна   | Місце |
| ---------- | ------------ | ----- |
| Токіо 2020 | парні двійки | 3     |
| Париж 2024 | парні двійки | 4     |

## Зовнішні посилання
- Ліса Схенард на сайті FISA.